# Lászka
Lászka (szlovákul: Lažany) község Szlovákiában, az Eperjesi kerület Eperjesi járásában.

## Fekvése
Eperjestől 12 km-re északnyugatra, a Kis-Szinye-patak partján fekszik.

## Története
Területén a kőkorszakban a lengyeli kultúra embere élt, de a hallstatti és a la théne kor településeinek nyomait is megtalálták itt.
Lászkát 1243-ban említik először. 1320-ban „Laz” alakban szerepel, ekkor a szinyei uradalomhoz tartozott. 1427-ben 2 portája adózott a Detrik családnak. 1787-ben 7 házában 47 lakos élt.
A 18. század végén Vályi András így ír róla: „LASZKA. Lazani. Orosz falu Sáros Várm. földes Ura Szinnyei Uraság, lakosai leg inkább ó hitűek, fekszik Szinyének szomszédságában, mellynek filiája, földgye jó, de egy része nehezebben miveltetik, réttye hasznos, legelője elég, fája min a’ két féle van.”
1828-ban 12 háza és 100 lakosa volt. Lakói mezőgazdasággal, gyümölcstermesztéssel, vászonszövéssel, fuvarozással és mészégetéssel foglalkoztak.
Fényes Elek 1851-ben kiadott geográfiai szótárában így ír a faluról: „Laszka, Lazani, tót falu, Sáros vmegyében, Szinye fil. 88 kath.lak. F. u. a Szinyei Merse nemzetség. Ut. posta Eperjes.”
1920 előtt Sáros vármegye Eperjesi járásához tartozott.

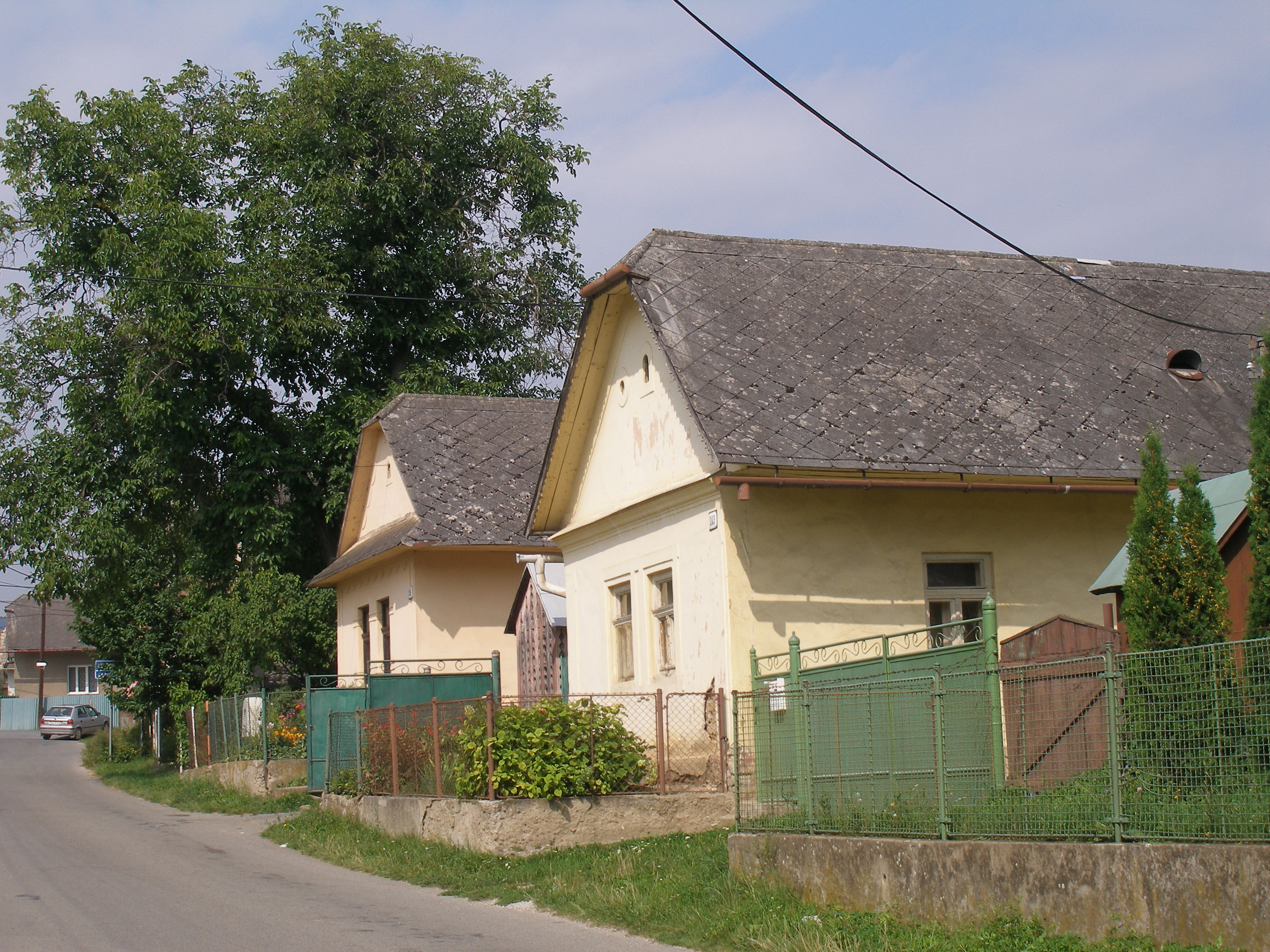
Lászka - utcarészlet

## Népessége
| Év:            | 1994. | 2004.    | 2014.    | 2024.   |
| -------------- | ----- | -------- | -------- | ------- |
| Emberek száma: | 130   | 151      | 178      | 161     |
| Eltérés:       |       | +16,15 % | +17,88 % | -9,55 % |

| Év:            | 2023. | 2024.   |
| -------------- | ----- | ------- |
| Emberek száma: | 166   | 161     |
| Eltérés:       |       | -3,01 % |

1910-ben 104, túlnyomórészt szlovák lakosa volt.
2001-ben 141 szlovák lakosa volt.
2011-ben 170 szlovák lakta.
| Lakosok száma | 104  | 141  | 186  | 176  | 161  |
|               | 1910 | 2001 | 2017 | 2021 | 2024 |

## Nevezetességei
Római katolikus temploma 1887-ben épült neoklasszicista stílusban.